# 过氧乙酸
過氧乙酸（俗名過醋酸，英文：Peracetic acid／peroxyacetic acid／PAA）是有机过氧酸家族的成员。透明液体，有典型乙酸气味，是强氧化剂。

## 歷史
過醋酸用作消毒劑已有百年歷史，1902年Freer與Novy於美國化學期刊（American Chemical Journal，ACJ）首次發表過醋酸能有效抑制細菌及細菌孢子活性。1949年美國細菌學協會（American Bacteriological Association）指出有報導比較了滅菌劑23種成份，當中認為過醋酸最有效。

## 應用
現今過醋酸在歐洲大量用於消毒食品工業、釀酒工業、水處理系統及淨水系統；在醫療領域，過醋酸用於消毒可重用醫療器械、血液透析設備、醫院織物洗滌廠（按德國羅伯特·科赫研究所清單程序）。
過醋酸從1955年即用作消毒劑或滅菌劑，大部份用於處理食品及污水，亦曾用於塑膠隔離用具或消毒醫療物品。它可殺死細菌繁殖體、黴菌、細菌孢子及病毒，快速廣效；濃度低於百萬份之1時，可在5分鐘內抑制革蘭氏陽性菌、革蘭氏陰性菌、黴菌及酵母菌，亦証實可殺死小兒麻痺病毒、輪狀病毒、B型肝炎、HIV病毒。

## 化學特性
過氧乙酸高濃度時無色、有強烈刺激味、有腐蝕性，高溫加熱分解，由醋酸及雙氧水反應生成，殺菌作用機理為釋出自由氧及氫基，最終分解成氧氣、水及醋酸。大多市售過醋酸濃5%、10%及15%。

## 環保優勢
過醋酸在自然環境中降解為醋酸，再降解為其它物質，常用於處理環境河川水。